# Schloss Anet

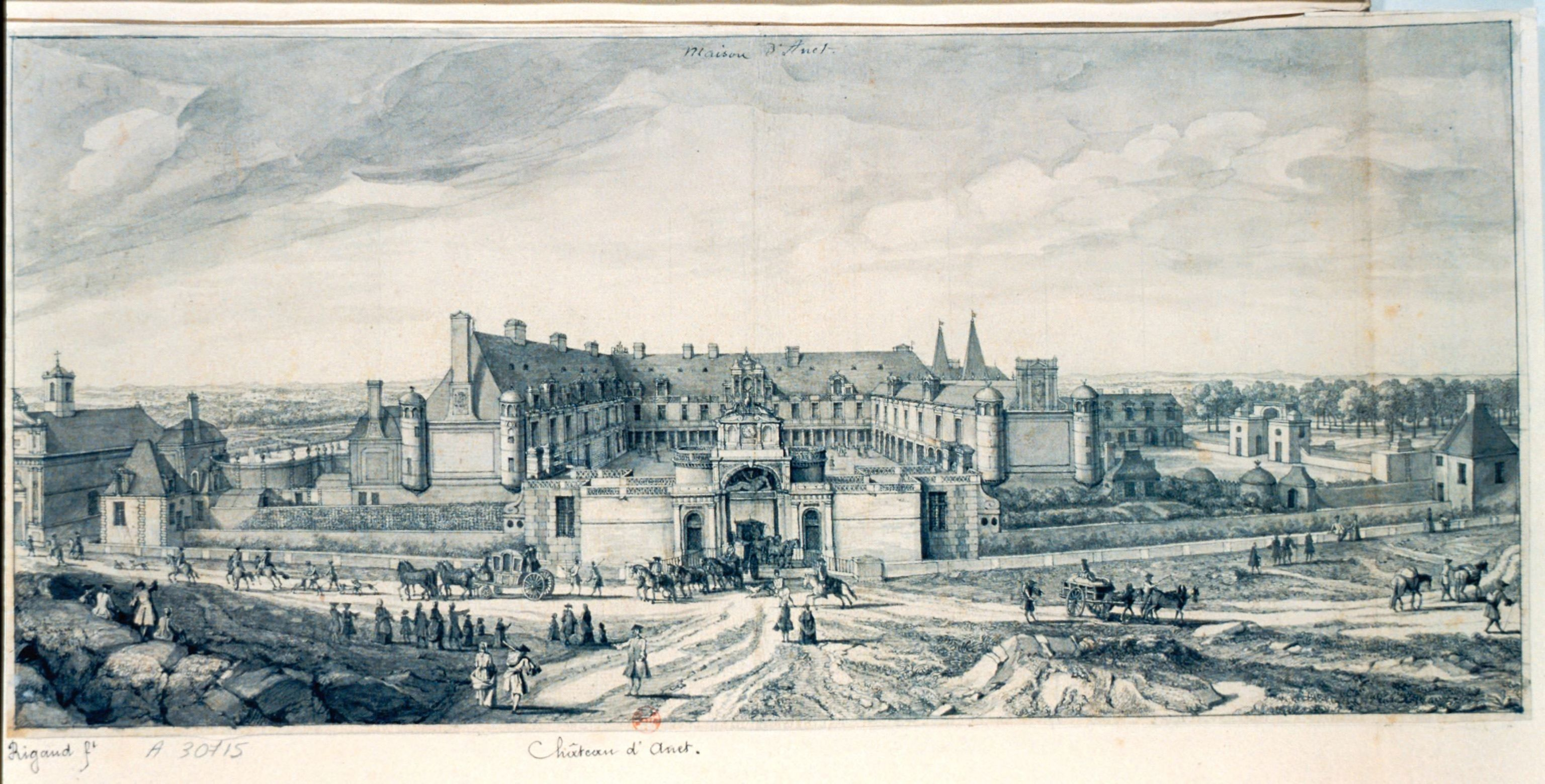
Feder- und Tuschezeichnung von Jacques Rigaud aus dem 18. Jahrhundert

Das Schloss Anet ist ein französisches Schloss im Stil der Renaissance in Anet in der Nähe von Dreux im Département Eure-et-Loir, 65 Kilometer westlich von Paris.
Das Schloss wurde von 1547 bis 1555 im Auftrag Heinrichs II. gebaut, der es seiner Geliebten Diana von Poitiers zum Geschenk machte. Der Architekt war Philibert Delorme.
Das Schloss diente 1965 als Drehort für den James-Bond-Film Feuerball.

## Geschichte des Besitztums
Anet und seine Burg treten zur Zeit des Königs Philipp II. in die Geschichte ein. Im Louvre befinden sich Briefe, die Philipp II. 1192 in Anet schreiben ließ, in denen er die Bewohner Anets, die seiner direkten Jurisdiktion unterstanden, von allen Steuern und Zöllen befreit. Unter seinen Nachfolgern gehörte Anet dann zur Domaine royal. 1317 gab Philipp V. die Herrschaft über Anet Ludwig, Graf von Évreux als Apanage. Auf Ludwig, der 1319 starb, folgten dessen Sohn Philipp, der 1328 als Philipp III. König von Navarra wurde, sowie dessen Sohn Karl der Böse, der 1349 in Navarra den Thron bestieg. Karl wiederum gab die Herrschaft Anet als Apanage an seinen jüngeren Bruder Ludwig, Graf von Beaumont-le-Roger, der es aber bald König Karl V. für 50.000 Florin verpfändete. Nach dem kinderlosen Tod Ludwigs konfiszierte Karl V. Anet und ließ die Burg weitgehend abreißen. 1404 trat Karl III. von Navarra die Grafschaften Évreux und Mantes und auch die Herrschaft Anet endgültig an den König ab. 1447 wiederum belohnte Karl VII. seinen Großseneschall der Normandie, Pierre de Brézé, Graf von Maulévrier, für die Vertreibung der Engländer aus dieser Provinz, indem er ihm Anet zu Lehen gab (siehe auch: Haus Brézé). Pierre de Brézé fiel 1446 in der Schlacht bei Montlhéry, ihm folgte sein Sohn Jacques de Brézé, der 1462 Charlotte de Valois geheiratet hatte, die uneheliche Tochter Karls VII. mit Agnès Sorel. Ihm folgte sein Sohn Louis de Brézé, der 1514 Diane de Poitiers heiratete. Als Louis 1531 starb, war Diane 32 Jahre alt; sie behielt Anet bis zu ihrem Tod 1566. 1535 wurde sie die Mätresse des späteren Königs Heinrich II., der ihr nach seiner Thronbesteigung 1547 großartige Geschenke machte: das Schloss Chenonceau, den Titel einer Herzogin von Valentinois, und den Neubau des Schlosses Anet, für den er die besten Handwerker der Zeit verpflichtete: den Architekten Philibert Delorme, den Bildhauer Jean Goujon und den Maler Jean Cousin.

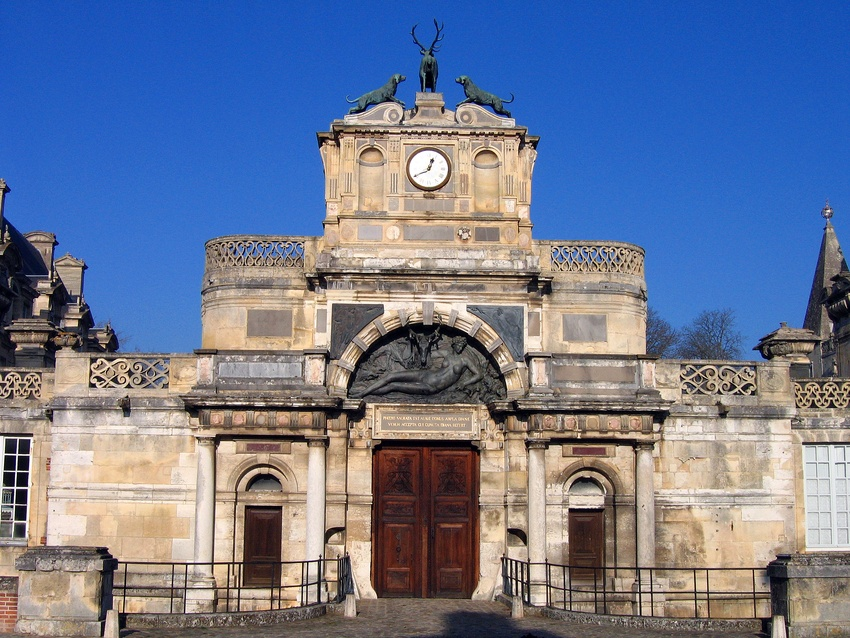
Schloss Anet, Portal

Mit Dianes Tod ging Anet an ihre Tochter Louise de Brézé, Herzogin von Aumale, dann (sie starb 1577) an deren Sohn Charles de Lorraine († 1631). König Heinrich III. erhob Anet im Februar 1583 zum Fürstentum. Als Charles de Lorraine sich gegen König Heinrich IV. erhob, wurde Anet beschlagnahmt und Marie de Luxembourg, Herzogin von Mercœur, gegeben, die zu Charles’ Gläubigern zählte. Marie schenkte Anet 1592 ihrer einzigen Tochter, Françoise de Lorraine-Mercœur, die 1609 César, Herzog von Vendôme heiratete, den unehelichen Sohn Heinrichs IV. mit Gabrielle d’Estrées. Nach dem Tod Césars 1665 ging Anet an dessen Sohn Louis, dann 1669 an dessen Enkel Louis-Joseph de Vendôme, der das Fürstentum Anet seiner Ehefrau Marie-Anne de Bourbon-Condé, genannt Mademoiselle d’Enghien (1678–1718), schenkte. Nach deren Tod 1718 fiel Anet an ihre Schwester Anne-Louise Bénédicte de Bourbon, Duchesse du Maine (1676–1753), die 1750 das Fürstentum und die Grafschaft Dreux ihrem Sohn Louis Auguste de Bourbon, prince de Dombes, schenkte. Louis Auguste starb 1756, ihm folgte Louis Charles de Bourbon, Graf von Eu, der Anet an König Ludwig XV. verkaufte, aber den Nießbrauch bis zu seinem Tod 1775 behielt. Im gleichen Jahr trat König Ludwig XVI. Anet an Louis Jean Marie de Bourbon, duc de Penthièvre, ab. Der Herzog von Penthièvre starb 1793 und war der letzte Besitzer von Anet.

## Schlossanlage des 16. Jahrhunderts

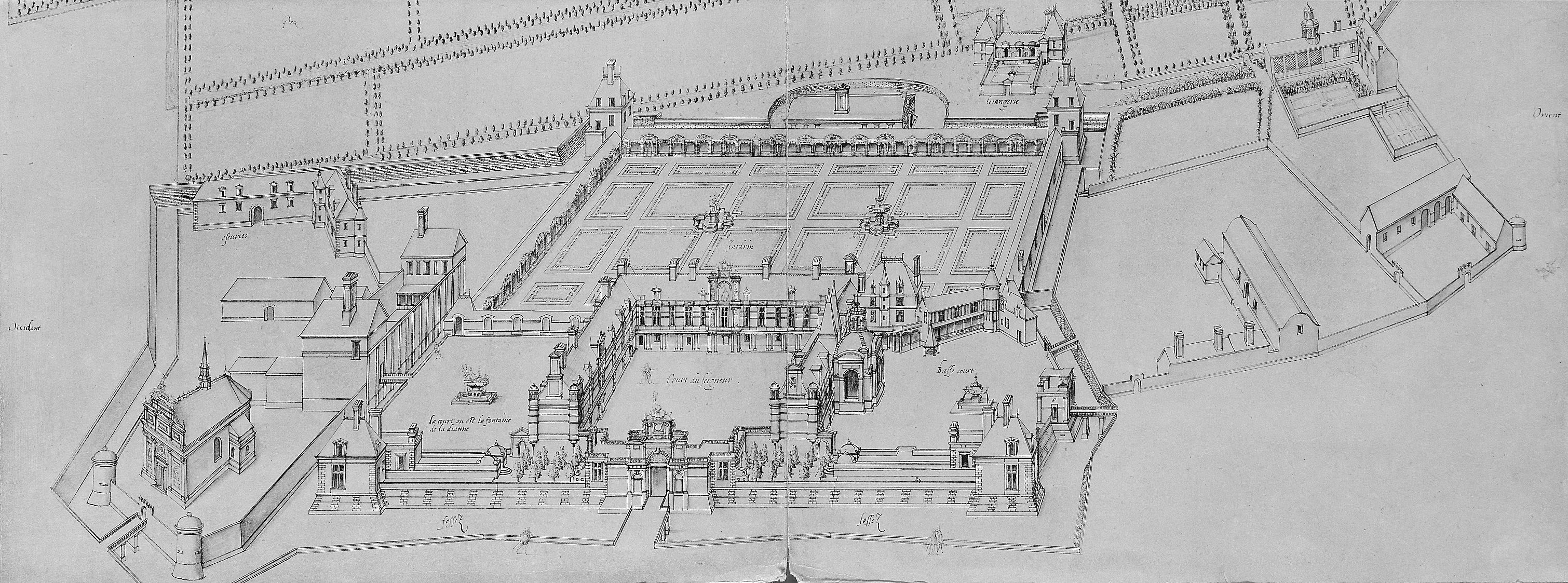
Der Zustand des 16. Jahrhunderts, Blick von Süden, Zeichnung von Jacques I Androuet du Cerceau (1510–1584)

Das Schloss gehört zu den Hauptwerken des Architekten Philibert Delorme. Er hatte allerdings, als er (spätestens Dezember 1547) in Anet begann, bereits Fundamente des Corps de Logis vorgefunden. Große Teile der Anlage wurden im frühen 19. Jahrhundert abgerissen. Auch die vorhandenen Reste befinden sich nicht mehr durchweg in ihrem ursprünglichen Zustand, da im 17. Jahrhundert unter Louis-Joseph de Vendôme umfangreiche Umbauten der Gesamtanlage und des Schlosses selbst durchgeführt wurden. Zeichnungen Du Cerceaus, Holzschnitte in Delormes' Architecture und die Vedute von J. Rigaud aus dem 18. Jahrhundert ermöglichen ein Bild vom Werk Delormes.
Die Wohn- und Wirtschaftsgebäude des Schlosses waren um drei nebeneinanderliegende Höfe angeordnet. Dahinter erstreckte sich über die ganze Breite ein regelmäßig angelegter Garten. Mauern mit Eckpavillons und ein Graben umgaben die Gesamtanlage. Den mittleren Hof umschlossen die drei Flügel der Wohngebäude. Die Seitenflügel setzten sich zum Garten hin in zwei quadratischen Pavillons fort, die durch eine Terrasse in Höhe des Erdgeschosses verbunden waren; unter ihr befindet sich ein Kryptoportikus. Den südlichen Abschluss des Haupthofes bildet in der Mitte eine vorspringende Portalanlage, zu dem eine Brücke über den Graben führt. Eine Kapelle bildet die Mitte des Ostflügels. Über den östlichen Graben führt mit der Porte Charles-le-Mauvais ein zweiter Zugang ins Schloss. Eine Orangerie nördlich des Gartens, ein Ballhaus im Osten, Vogelhäuser, ein Reiherstand und, der nördlichen Gartenmauer in der Mittelachse außen vorgelagert, der große Saal, von dem man zum Baden in den Graben steigen konnte. Im Garten und den seitlichen Höfen standen große Brunnen, von denen die Fontaine de Diane im westlichen Hof besonders bekannt sind. Ihr Hauptschmuck war die traditionell Jean Goujon zugeschriebene Diana mit dem Hirsch. Außerhalb des Schlossbezirks ließ Diane ein Armenspital und eine Grabkapelle (1566/77, ohne Beteiligung Delormes, noch erhalten) errichten.

## Heutiger Zustand
Das Schloss in Anet ist heute nur fragmentarisch erhalten. Am Ehrenhof steht noch der linke Flügel, der zudem im 17. Jahrhundert erheblich umgestaltet wurde. Der Mittelrisalit des Hauptgebäudes auf der Nordseite wurde im 19. Jahrhundert abgenommen und nach durchgreifender „Restaurierung“ im Hof der École des Beaux-Arts in Paris wieder aufgestellt. Der Kapelle wurde eine neue Fassade vorgesetzt. Relativ unbeschädigt sind die Porte Charles-le-Mauvais, die südlichen Gebäude des östlichen Hofes, der Eckpavillon im Südwesten und das mittlere Eingangsportal, obwohl auch hier ein Teil der Dekoration verloren gegangen ist. Der Kryptoportikus ist nur noch als Ruine erhalten.

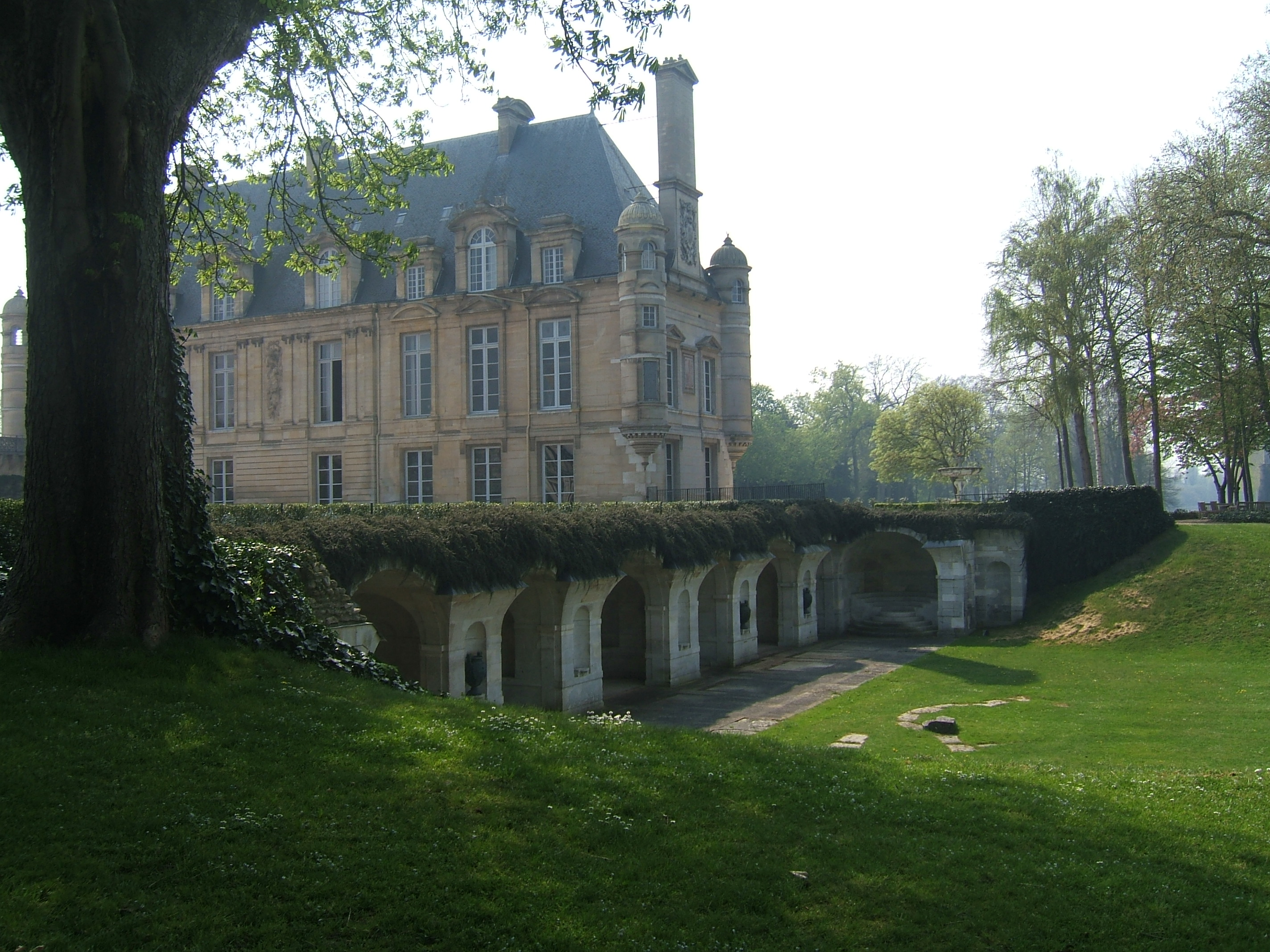
Westflügel und Kryptoportikus

Die Innenfassade des Westflügels gibt uns einen Begriff von dem zweigeschossigen Aufrisssystem des Ehrenhofs (wenn man die Umgestaltung der beiden mittleren Fensterachsen aus dem 18. Jahrhundert außer Acht lässt) und der schlichten Behandlung der in flachem Relief gehaltenen Einzelelemente. In seiner Architecture begründet er die Bevorzugung der Innenräume gegenüber den Fassaden für die dekorative Ausgestaltung.
Die drei Geschosse des Mittelrisalits werden von gekoppelten Säulen begrenzt und zwar in der klassischen Abfolge dorisch, jonisch, korinthisch, wie es den Vorbildern entspricht, die Delorme in Italien studiert hatte. Die Mittenbetonung und reiche dekorative Ausgestaltung entspricht jedoch älterer französischer Tradition. Auch andere bautechnische Details erinnern an spätmittelalterliche Gewohnheiten: maßwerkähnliche Brüstungsornamente, netzartige Gewölbeformen und der Wechsel zwischen Stein- und Ziegelmauerwerk.
Die Portalanlage zeigt eine freie Abwandlung des Triumphbogenschemas. Im Bogenfeld platzierte Delorme zwischen 1551 und 1555 das Relief einer Nymphe mit dem Hirschen, eines der Hauptwerke von Benvenuto Cellini, das, ursprünglich für Fontainebleau bestimmt, sich heute im Louvre befindet. Das Uhrengeschoss wird von einem Ensemble aus einem Hirschen und vier Hunden bekrönt, die seinerzeit mit Gebell und Bewegungen den Stundenschlag begleiteten. Die verschiedenen Steinarten und Metalle, aus denen das Tor aufgebaut war, gaben dem Ganzen ein farbenreiches, prächtiges Aussehen.

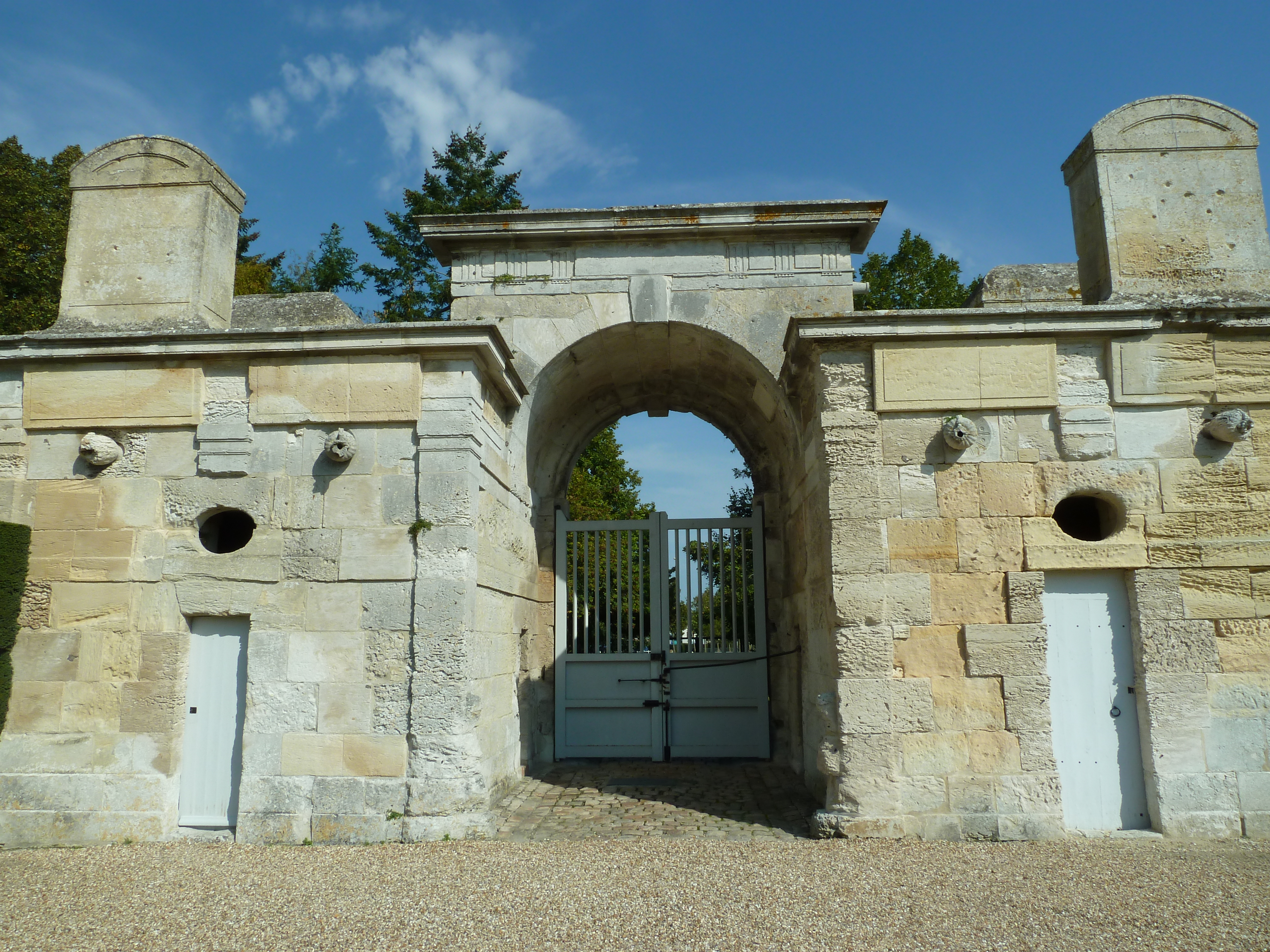
Porte Charles-le-Mauvais

Der kreuzförmige Grundriss der Kapelle ist einem Kreis einbeschrieben. Die dadurch bedingten konvexen Außenwände haben zur Vermutung eines Einflusses auf die deutsche Barockarchitektur geführt.  Für die Kassettierung der Kuppel, deren Rippen in räumlichen Kurven spiralig aufsteigen und rautenförmige Felder bilden, lässt sich ein antikes Vorbild angeben, das Delorme sicher gekannt hat, die Halbkuppeln des Tempels von Venus und Roma auf dem Forum Romanum.
Die Porte Charles-le-Mauvais betont durch ihre schwere Geschlossenheit und Strenge am ehesten den fortifikatorischen Charakter der Anlage. Noch verzichtete man in Anet nicht auf den Ausdruck des fürstlichen Privilegs der Befestigung, obwohl sie ihre ursprüngliche Aufgabe nicht mehr erfüllen konnte.
Zwei Themenkreise bestimmten die figürliche und ornamentale Dekoration des Schlosskomplexes: 1. Es finden sich immer wieder Hinweise auf die Bauherrin in direkter und indirekter Form, neben ihren Initialen auch mythologische Darstellungen der Diana als Göttin der Jagd oder deren Attribute wie Mondsichel, Köcher, Pfeil und Bogen. 2. Zu den Hinweisen auf die Trauer um ihren verstorbenen Gatten gehören dessen ehemaliges Standbild in einer Nische des Mittelrisalits und die Bevorzugung schwarzer Materialien oder die Verwendung von sakophagähnlichen Schornsteinaufsätzen.

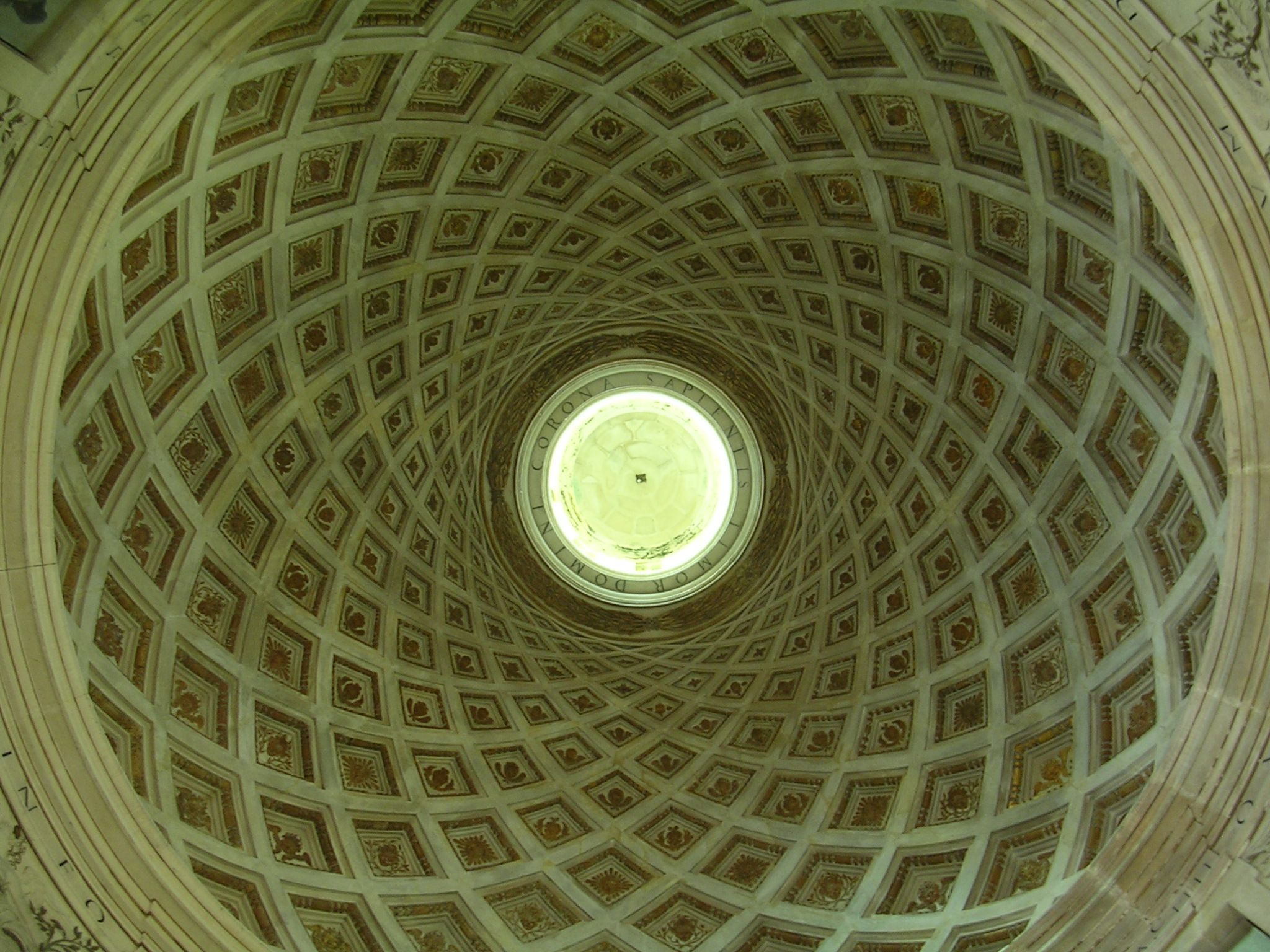
Kuppelgewölbe der Kapelle von Anet
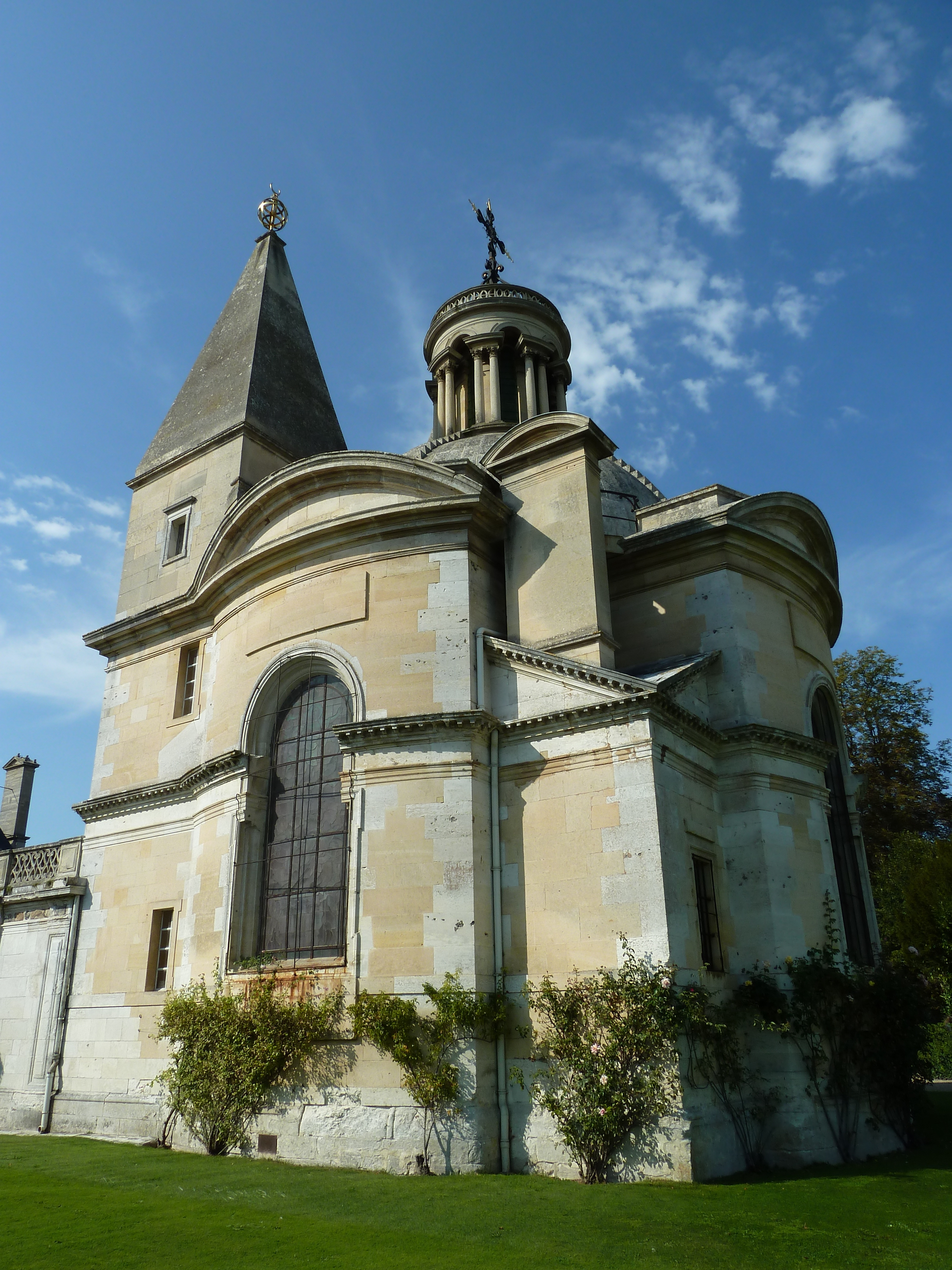
Schlosskapelle Anet
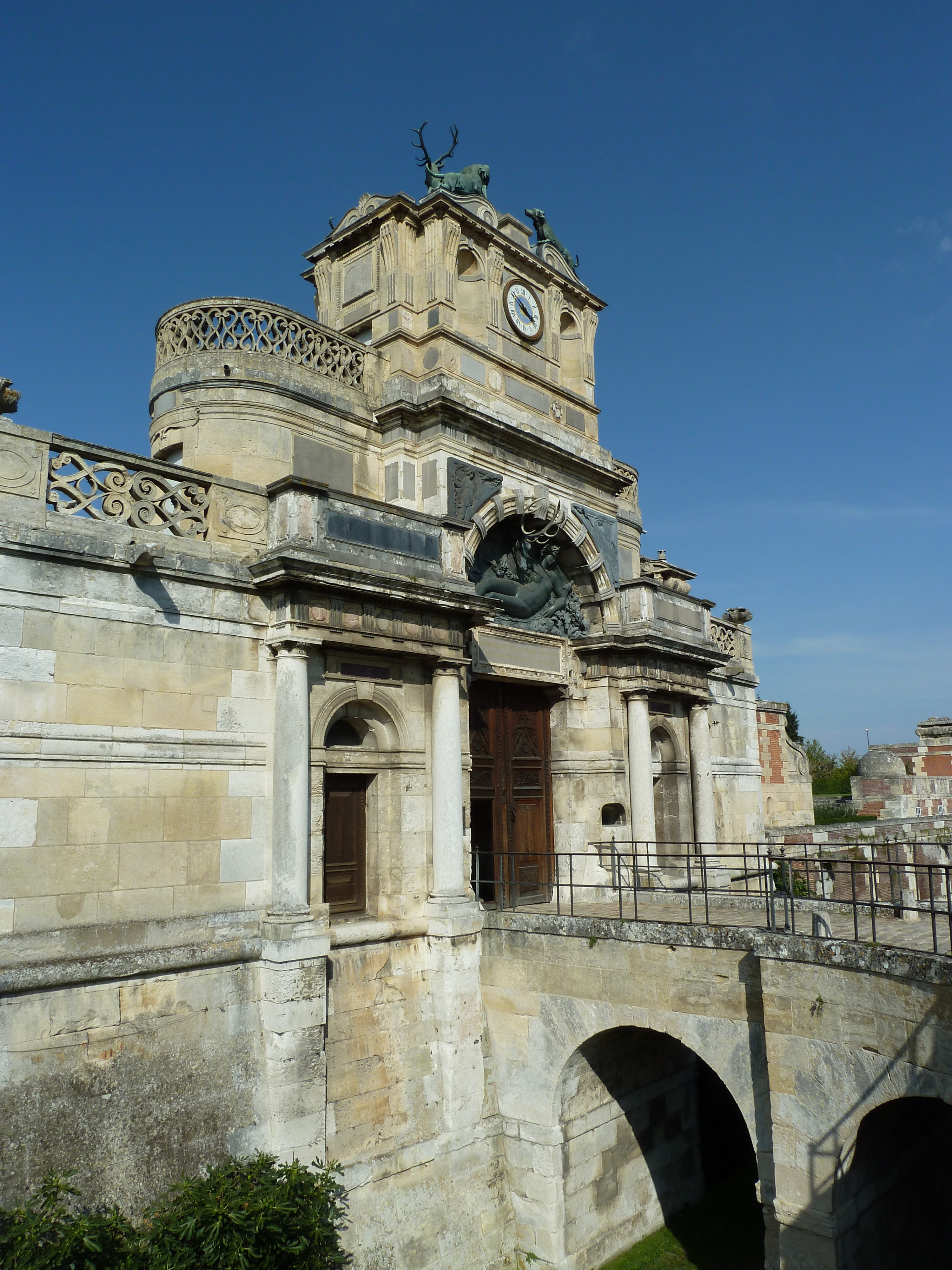
Portalanlage mit einer Kopie der „Diana von Fontainebleau“
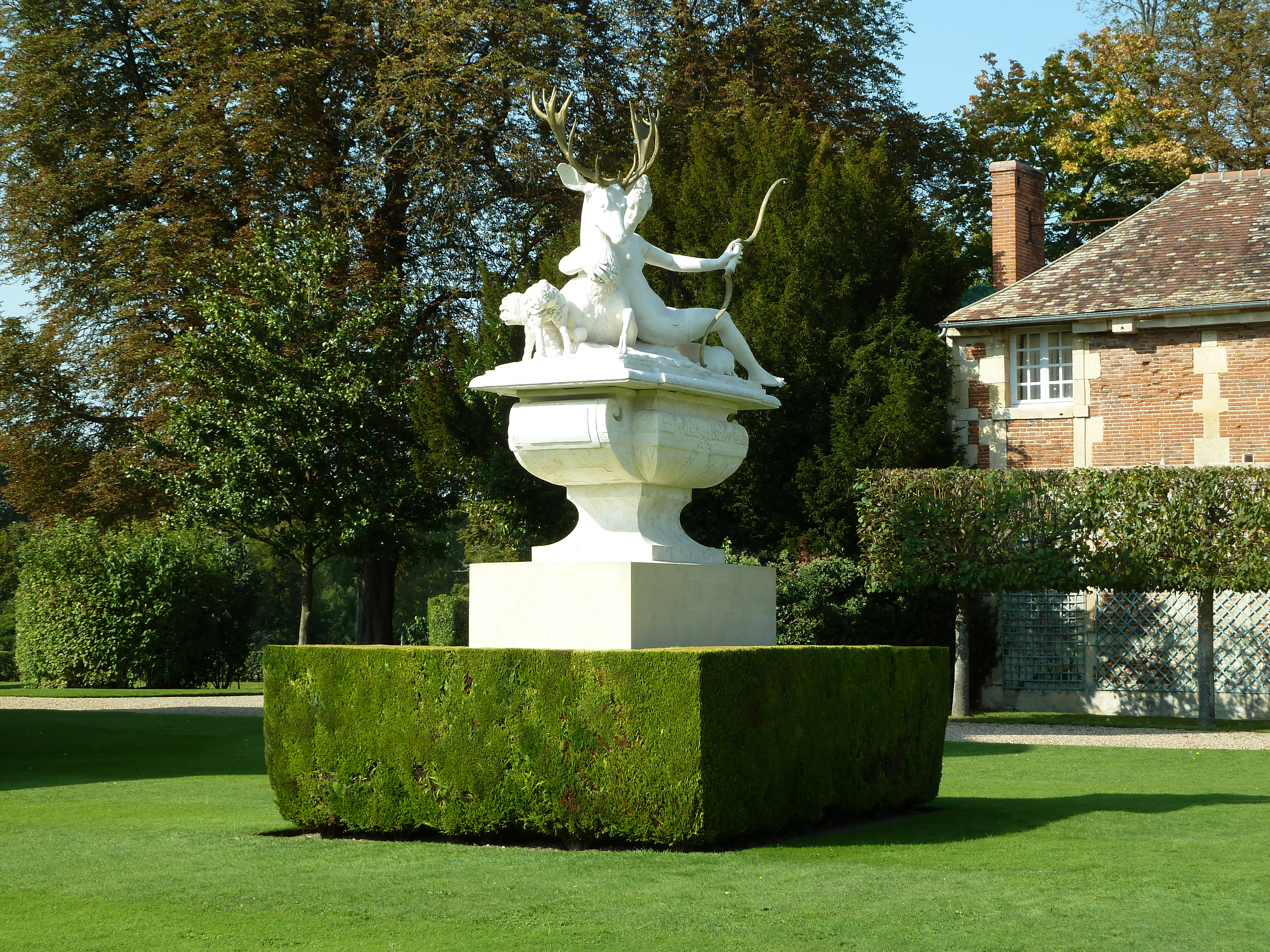
Skulptur vom Dianabrunnen im westlichen Hof
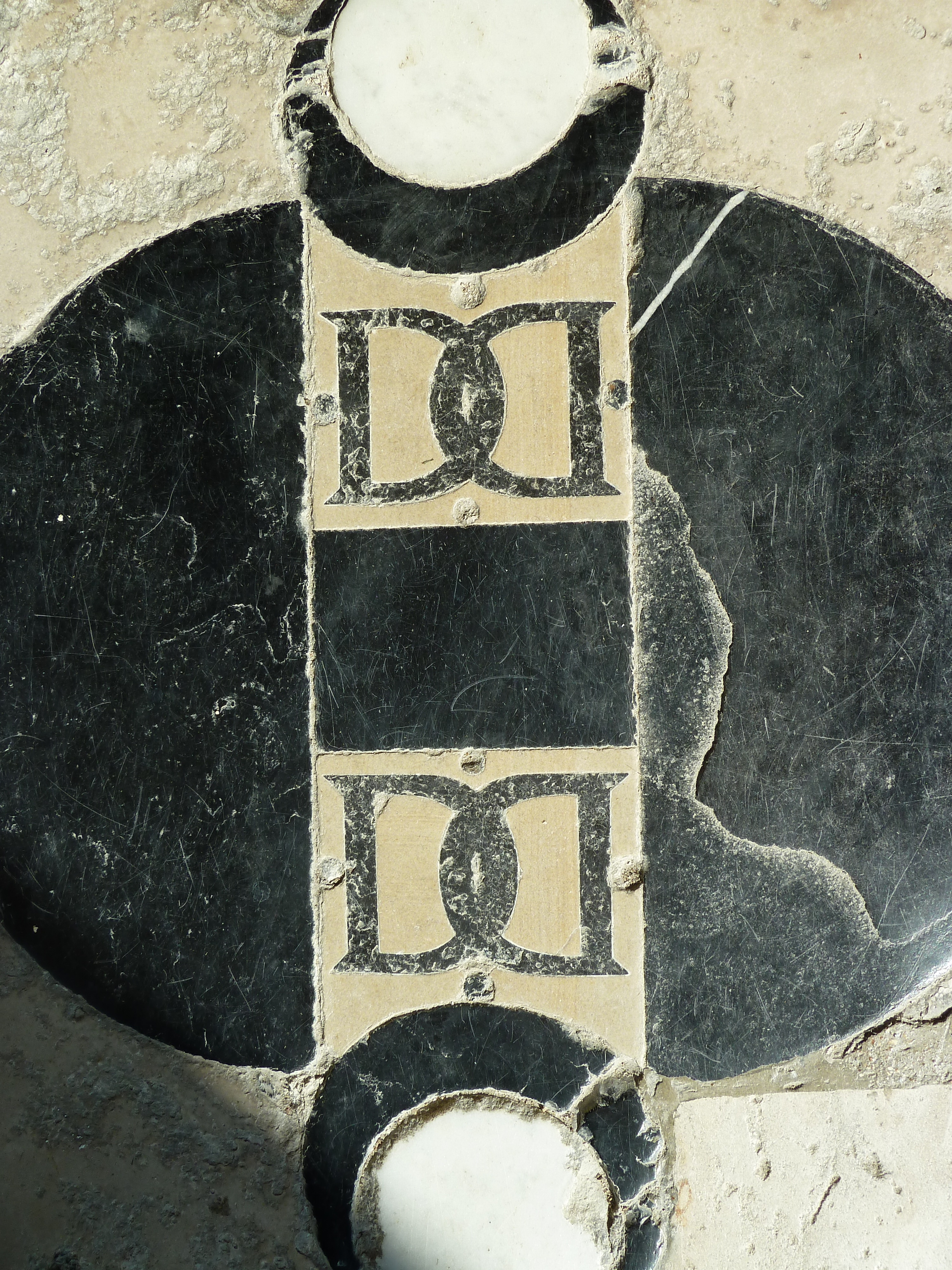
Monogramm der Diana von Poitiers im Schloss von Anet